# 青木武
青木 武（あおき たけし、1964年 - ）は、経済評論家。 グローバルリサーチ研究所 (Institute of Global Research, LLC) 代表。
アニメインターナショナルカンパニーやプロダクションアイムズに所属していた青木武とは、同姓同名の別人である。

## 来歴・人物
米国の金融・経済を守備範囲とする経済・金融アナリスト。米国在住の観点から、米国の金融に関する実用的な調査・研究および発表を行っている。

## 略歴
- 1989年 慶応義塾大学商学部卒業、全国信用金庫連合会（その後「信金中央金庫」に名称変更）へ入会。
- 1993年 米国イリノイ大学 留学。
- 1999年 ニューヨーク大学経営大学院卒業。経営学修士（MBA）取得。
- 2002年 信金中央金庫ニューヨーク駐在主任研究員。
- 2006年 信金中央金庫ニューヨーク支店次長。
- 2009年 信金中央金庫退社。
- 2009年 米国内にグローバルリサーチ研究所 (Institute of Global Research, LLC) 設立。同社代表に就任。

## テレビ出演歴
- 2003年5月21日 ブルームバーグテレビジョン
- 2003年8月6日 ブルームバーグテレビジョン
- 2004年7月27日 ブルームバーグテレビジョン
- 2011年8月6日 NHK BS1 「地球テレビ100」
- 2011年8月20日 NHK BS1 「地球テレビ100」

## ラジオ出演歴
2002年10月〜2006年3月　NHKラジオ第一放送「ラジオ深夜便ーマーケットリポートコーナー」（水曜日レギュラー）

## 主な論文・レポート類

### 時事通信社「金融財政ビジネス」
- 2010年9月6日号 増加する地域金融機関の破綻
- 2010年11月25日号 米国のモバイルバンキング事情
- 2010年12月16日号 米国の農業金融
- 2011年1月17日号 米国のリレーションシップバンキング事情
- 2011年2月21日号 依然厳しい米国の住宅ローン市場
- 2011年3月28日号 米国のソーシャルバンキング
- 2011年5月9日号 米国の災害復興支援金融
- 2011年6月27日号 成立から1年：金融改革法「ドッド・フランク法」を検証
- 2011年9月1日号 米銀のチャネル戦略動向
- 2011年10月17日号 米国金融機関等のソーシャルメディア戦略
- 2011年12月1日号 米国金融機関の年代別マーケティング戦略
- 2012年1月26日号 米銀のクレジットカード戦略
- 2012年4月5日号 米国金融機関のビッグデータ戦略
- 2012年5月31日号 米国のイノベーション
- 2012年7月19日号 米国のモバイルペイメント
- 2012年9月13日号 米国における大銀行と中小銀行の棲み分け
- 2012年11月5日号 大統領選挙と金融界への影響
- 2013年1月7日号 新しい時代のバンキングの方向性〜チャネルと商品のデジタル化〜
- 2013年3月7日号 米国におけるインターネットバンキングのセキュリティ対策
- 2013年5月9日号 米国金融界におけるイノベーション
- 2013年6月24日号 米国におけるビッグデータ活用（保険・証券・ノンバンク）
- 2013年8月2日号 2050年の日米両国の姿
- 2013年10月3日号 米小売業界はオムニチャネル時代へ
- 2013年11月25日号 米国における電子マネー
- 2014年2月27日号 米国の人事制度
- 2014年6月9日号 セルフサービス化が進む米国の銀行店舗
- 2014年9月18日号 非金融業者の金融ビジネスへの参入
- 2014年12月18日号 いよいよ始まったアップルペイ
- 2015年3月26日号 躍進するマーケットプレイス貸し出し

### 週刊金融財政事情
- 2010年1月4日号 急速にビジネス化が進むアメリカのエコバンキング
- 2013年7月22日号 アメリカにおけるスマホ決済の進化
- 2013年12月9日号 アメリカの地方銀行における証券ビジネス
- 2015年6月22日号 アメリカにおけるフィンテックを活用した金融業務の革新

### 週刊金融財政事情「米国まちかど銀行最前線」
- 2010年3月15日号 おもてなしの心を経験してもらえる店舗
- 2010年4月19日号 店舗常駐者3人でフルラインサービスを提供
- 2010年5月31日号 エコ店舗で戦略的なソーシャルマーケティングを展開
- 2010年6月5日号 科学的に最高の顧客サービスを目指す
- 2010年8月2日号 中小金融機関でも成果主義
- 2010年9月13日号 インターネット・バンキング人気が店舗を超えた
- 2010年10月11日号 銀行も積極活用するソーシャルネットワークサービス(SNS)
- 2010年11月22日号 値上げに転じた預金手数料ビジネス
- 2010年12月20日 中小も大手もこぞって「リレーションシップバンキング」
- 2011年1月31日号 大銀行もハイテク＆ハイタッチの未来型店舗
- 2011年2月28日号 ATMの進化でマス・カスタマイゼーションを実現
- 2011年4月11日号 工夫を競う省エネバンキング
- 2011年5月16日号 若い顧客は若者が呼び込む
- 2011年6月27日号 地域密着へと原点回帰するコミュニティバンク
- 2011年8月22日号 逆風に耐える住宅ローンビジネス
- 2011年10月17日号 蜂が群れる？小銀行の個性的ビジネスモデル
- 2011年11月28日号 本格化するソーシャルメディアマーケティング
- 2012年1月16日号 アプリで高度化する米銀のモバイルバンキング
- 2012年2月27日号 銀行強盗の防ぎ方
- 2012年4月9日号 支店はもう要らない？
- 2012年4月30日号 既存銀行への不満がイノベーションを促す
- 2012年6月18日号 ビッグデータを利用した割引サービス
- 2012年7月30日号 低所得者向けバンキング
- 2012年9月24日号 米銀の保険販売
- 2012年10月29日号 チャネル連携で優良顧客を逃がさない
- 2012年11月26日号 デジタル化時代の店舗のたどる道
- 2013年2月11日号 店舗中心主義の弱点を突く新興デジタルバンキング
- 2013年4月8日号 「マネロン対策先進国」の最新事情
- 2013年6月3日号 女性向けバンキング
- 2013年9月9日号 エンゲージメントバンキングの台頭
- 2013年10月21日号 モバイル時代の店舗戦略
- 2014年1月13日号 ビッグデータを利用した中小企業・個人向け融資
- 2013年2月17日号 危機対応や新ビジネスに共同で取り組む大手銀行
- 2013年3月31日号 進化を遂げるアメリカのATM
- 2013年5月12日号 ビーコンが変えるショッピングと決済
- 2013年6月30日号 ユニバーサルバンカーの台頭
- 2014年9月1日号 米銀のフィッシング詐欺対策
- 2014年10月6日号 アップルペイ参入で潮目が変わったモバイルペイメント
- 2014年11月17日号 小売店経由で相次ぐカード犯罪の脅威
- 2015年1月26日号 発展が著しい米銀のビッグデータ活用
- 2015年3月9日号 ロボアドバイザーの台頭
- 2015年5月18日号 人事よもやま話

### 日本金融通信社 月刊金融ジャーナル
- 2003年4月号 米国のコミュニティーバンク
- 2006年7月号 米国のコミュニティーバンクの経営戦略と日本への示唆
- 2011年1月号 米国にもセルフサービスの時代が到来？

### 地域金融研究所 ニューファイナンス
- 2010年9月号 米国における金融犯罪

### 信金中央金庫　信金中金月報
- 2003年5月号 米国における銀行合併－大きいことはいいことなのか？－
- 2003年7月号 米国のリレーションシップバンキング－米国金融機関の中小企業向け貸付の理論と実践－
- 2003年8月号 米銀における業務拡大の方向性と非金利収入の実際
- 2003年9月号 米国金融機関におけるコーポレート・ガバナンス
- 2003年12月号 米国における金融監督・検査体制とその潮流
- 2004年3月号 米国における金融危機と地域金融機関のサバイバル
- 2004年8月号〜9月号 米国金融機関の地域開発・貢献活動
- 2004年10月号 米国 の田舎におけるコミュニティバンキング
- 2004年12月号 リレーションシップバンキング再考 - 米国の中小企業向け貸付テクノロジー
- 2005年10月号 米銀のビジネスモデル（前編）
- 2005年11月号 米銀のビジネスモデル（中編）
- 2005年12月号 米銀のビジネスモデル（後編）
- 2006年2月号 米銀の人事戦略
- 2006年4月号 超一流銀行の条件
- 2006年6月号 協同組織金融機関の未来
- 2007年1月号 米銀の成長戦略
- 2007年7月号 リテールバンキングのリテール（小売業）化
- 2008年4月号 米国住宅不動産・サブプライム問題とコミュニティバンクへの影響

### 全国信用金庫協会 monthly 信用金庫
- 2013年5月号 米国コミュニティバンクから学ぶこと

## その他
- ニューヨーク証券アナリスト協会会員
- 社団法人日本証券アナリスト協会検定会員